# الوجبة (قطر)
الوجبة هي منطقة في قطر، تقع في بلدية الريان. على بعد 10 أميال غرب العاصمة الدوحة. كانت القرية موقعًا لمعركة الوجبة، وهو صراع وقع بين العثمانيين والقبائل القطرية سنة 1893. حاصرها العثمانيون في مارس 1893. جرت المواجهة الرئيسية لاحقًا ذلك الشهر في حصن القرية،قلعة الوجبة.

## أصل الكلمة
الوجبة لفظ محلي للكلمة العربية «وقب»، التي تعني «ثقب». لأن المنطقة مبنية على روضة (منخفض)، فإن السطح الغارق يشبه حفرة كبيرة، فيكسبها اسمه.

## تاريخ
يذكر دليل لوريمر للخليج العربي أن المدينة كانت تضم حديقة مسورة مع حصن ومسجد سنة 1908، وكلها مملوكة لأحد أفراد الأسرة الحاكمة. وُصفت أيضًا بأنها موقع تخييم بدوي يحتوي على ثلاث آبار حجرية بعمق 40 قدمًا توفر المياه النقية.

## معالم
قلعة الوجبة على طريق دخان.
مركز الوجبة الطبي بشارع القلعة.
مركز الوجبة الغذائي على شارع الريان الجديد.

## الرعاية الصحية
افتتح مركز الوجبة الطبي أبوابه في مايو 2018. يحق لسكان الشقوب وأم الجواشن والريان الجديد ومعيذر وروضة الناصر والمقرون والمريخ وفريج الزعيم التسجيل به. تشمل العيادات الموجودة في المركز عيادة الدعم النفسي وعيادة الأمراض الجلدية وعيادة صحة الأسنان وعيادة العلاج الطبيعي. يوجد أيضًا داخل المركز أجهزة الموجات فوق الصوتية وصيدلية ومختبر، إضافةً إلى صالة رياضية ومسبحًا وساونا.